# Троицкая церковь (Луги)
Церковь Троицы Живоначальной — православный храм в деревне Луги Андреапольского района Тверской области. В настоящее время находится в сильноразрушенном состоянии.

## История
Каменный Троицкий храм был построен в 1764 году на средства прихожан строительной артелью торопецких каменщиков.
Имел три престола: главный во имя Троицы Живоначальной, придельные в честь Николая Чудотворца и Василия Великого.
В середине XIX века рядом была построена отдельно стоящая колокольня в стиле позднего классицизма.
В советское время храм был закрыт и разорён.
В настоящее время храм находится в сильразрушенном состоянии, несмотря на это, внутри него сохранились фрагменты настенной живописи и иконостаса.

## Архитектура и внутренне убранство
Один из характерных образцов торопецкого зодчества XVIII века, притом не имеющий прямых аналогов среди сохранившихся памятников.
Построенный в стиле барокко в 1764 году, Троицкий храм за время своего существования изменил первоначальную архитектуру. В конце XVIII века расширилась прилегающая к основному зданию трапезная. В середине XIX века рядом была построена колокольня; трёхъярусная, завершённая высоким шпилем.
Убранство фасадов этого храма имело довольно развитые декоративные формы с плоскими наличниками, оформленными «ушками» и «бровками» над окнами. Расположенные по углам пилястры имеют мелкопрофилированные капители, которые продолжают обломы карниза.